# Вангыръю
Вангыръю, Вангеръю — река в России, протекает в округе Вуктыл Республики Коми. Устье реки находится в 61 км по левому берегу реки Большой Паток. Длина реки составляет 39 км. В 21 км от устья принимает по правому берегу реку Сивъяха.
Река берёт начало на Приполярном Урале на западных склонах горы Лыэсьнырд (высота 882,7 м НУМ), входящей в Исследовательский хребет. От истока течёт на северо-запад, после впадения Сивъяхи поворачивает на север. В верховьях течение носит бурный, горный характер; в среднем и нижнем течении скорость течения составляет 0,9 — 1,0 м/с. Ширина реки до слияния с Сивъяхой не превышает 10 метров (Сивъяха шире Вангыръю в месте впадения), ниже слияния составляет 20-30 метров. После слияния с Сивъяхой река начинает образовывать многочисленные острова и часто дробиться на протоки.
Всё течение проходит по ненаселённой, холмистой тайге в черте национального парка Югыд ва. Перед устьем ширина реки составляет 34 метра, скорость течения — 1,0 м/с.

## Данные водного реестра
По данным государственного водного реестра России относится к Двинско-Печорскому бассейновому округу, водохозяйственный участок реки — Печора от водомерного поста у посёлка Шердино до впадения реки Уса, речной подбассейн реки — бассейны притоков Печоры до впадения Усы. Речной бассейн реки — Печора.
Код объекта в государственном водном реестре — 03050100212103000062699.